# مارك فالكو
مارك فالكو (بالإنجليزية: Mark Falco)‏ (22 أكتوبر 1960 في المملكة المتحدة - ) هو لاعب كرة قدم بريطاني في مركز الهجوم. لعب مع تشيلسي وتوتنهام هوتسبير وكوينز بارك رينجرز ونادي رينجرز ونادي ميلوول ونادي واتفورد.

## وصلات خارجية
- مارك فالكو على موقع قاعدة بيانات كرة القدم.إي يو (الإنجليزية)